# Давид Розегнал
Давид Розегнал (чеськ. David Rozehnal, * 5 липня 1980, Штернберк) — чеський футболіст, захисник бельгійського клубу «Остенде».
Насамперед відомий виступами за клуби «Парі Сен-Жермен» та «Лілль», а також національну збірну Чехії.
Чемпіон Бельгії. Володар Кубка Бельгії. Дворазовий володар Кубка Франції. Володар Кубка Італії. Чемпіон Франції.

## Клубна кар'єра
Вихованець юнацьких команд футбольних клубів «Сокол» (Кожушани) та «Сігма» (Оломоуць).
У дорослому футболі дебютував 1999 року виступами за команду клубу «Сігма» (Оломоуць), в якій провів чотири сезони, взявши участь у 72 матчах чемпіонату. 
Протягом 2003—2005 років захищав кольори команди клубу «Брюгге». За цей час виборов титул чемпіона Бельгії.
Своєю грою за останню команду привернув увагу представників тренерського штабу клубу «Парі Сен-Жермен», до складу якого приєднався 2005 року. Відіграв за паризьку команду наступні два сезони своєї ігрової кар'єри. Більшість часу, проведеного у складі «Парі Сен-Жермен», був основним гравцем захисту команди.
Згодом з 2007 по 2010 рік грав у складі команд клубів «Ньюкасл Юнайтед», «Лаціо» та «Гамбург». Протягом цих років додав до переліку своїх трофеїв титул володаря Кубка Італії.
До складу клубу «Лілль» приєднався 2010 року. 
Після закінчення контракту з Ліллем у 2015 році став вільним агентом. 29 червня Давид підписав річний контракт с бельгійським Остенде.

## Виступи за збірні
Протягом 2001–2002 років  залучався до складу молодіжної збірної Чехії. На молодіжному рівні зіграв у 8 офіційних матчах, забив 1 гол.
2004 року дебютував в офіційних матчах у складі національної збірної Чехії. Наразі провів у формі головної команди країни 60 матчів, забивши 1 гол.
У складі збірної був учасником чемпіонату Європи 2004 року у Португалії, чемпіонату світу 2006 року у Німеччині, а також чемпіонату Європи 2008 року в Австрії та Швейцарії.

## Статистика виступів

### Статистика клубних виступів
| Сезон   | Клуб               | Ліга                    | Ігор | Голів |
| ------- | ------------------ | ----------------------- | ---- | ----- |
| 1999–03 | «Сігма» (Оломоуць) | Гамбрінус ліга          | 72   | 2     |
| 2003–05 | «Брюгге»           | Ліга Жупіле             | 50   | 1     |
| 2005–07 | «Парі Сен-Жермен»  | Ліга 1                  | 78   | 1     |
| 2007-08 | «Ньюкасл Юнайтед»  | Англійська прем'єр-ліга | 21   | 0     |
| 2008–09 | «Лаціо»            | Серія A                 | 38   | 0     |
| 2009–10 | «Гамбург»          | Бундесліга              | 22   | 1     |
| 2010-   | «Лілль»            | Ліга 1                  | 25   | 2     |

## Титули і досягнення
- Чемпіон Бельгії (1):

«Брюгге»:  2004–05
- Володар Кубка Бельгії (1):

«Брюгге»:  2003–04
- Володар Суперкубка Бельгії (2):

«Брюгге»: 2003, 2004
- Володар Кубка Франції (2):

«Парі Сен-Жермен»:  2005–06
«Лілль»:  2010–11
- Володар Кубка Італії (1):

«Лаціо»:  2008–09
- Чемпіон Франції (1):

«Лілль»:  2010–11
- Чемпіон Європи (U-21): 2002